# San Pedro de Guasayán
San Pedro de Guasayán is een plaats in het Argentijnse bestuurlijke gebied Guasayán in de provincie Santiago del Estero. De plaats telt 1.718 inwoners.